# Halmaheramys
Halmaheramys – rodzaj ssaków z podrodziny myszy (Murinae) w obrębie rodziny myszowatych (Muridae).

## Rozmieszczenie geograficzne
Rodzaj obejmuje gatunki występujące w Indonezji w archipelagu Moluków na wyspach Halmahera i Obi.

## Morfologia
Długość ciała (bez ogona) 143,2–241 mm, długość ogona 119,6–210 mm, długość ucha 18,1–28,4 mm, długość tylnej stopy 27,5–50 mm; masa ciała 72–300 g.

## Systematyka
Rodzaj zdefiniował w 2013 roku międzynarodowy zespół zoologów (Francuzi Pierre-Henri Fabre i Marie Pagès, Amerykanie Guy Graham Musser i Kristofer Michael Helgen oraz Indonezyjczycy Yuli Sulistya Fitriana i Gono Semiadi) w artykule zatytułowanym Nowy rodzaj gryzoni z Wallacei (Rodentia: Muridae: Murinae: Rattini) i jego znaczenie dla biogeografii i systematyki Rattini w regionie Indo-Pacyfiku, opublikowanym w czasopiśmie „Zoological Journal of the Linnean Society”. Gatunkiem typowym jest (oryginalne oznaczenie) H. bokimekot.

### Etymologia
Halmaheramys: Halmahera, Indonezja; gr. μυς mus, μυος muos ‘mysz’.

### Podział systematyczny
Do rodzaju należą następujące gatunki:
| Grafika | Gatunek                | Autor i rok opisu                                                 | Nazwa zwyczajowa | Podgatunki         | Rozmieszczenie geograficzne                                                                              | Podstawowe wymiary                            | Status IUCN |
| ------- | ---------------------- | ----------------------------------------------------------------- | ---------------- | ------------------ | --- | --------------------------------------------- | ----------- |
|         | Halmaheramys bokimekot | P.-H. Fabre, Pagès, Musser, Fitriana, Semiadi & K.M. Helgen, 2013 |                  | gatunek monotypowy | środkowa Halmahera; szczątki subfosylne znaleziono na wyspie Morotai; zakres wysokości: 700–750 m n.p.m. | DC: 14,6–16,7 cm DO: 11,9–13,2 cm MC: 72–99 g | DD          |
|         | Halmaheramys wallacei  | P.-H. Fabre, Reeve, Fitriana, K.P. Aplin & K.M. Helgen, 2018      |                  | gatunek monotypowy | Bisa i Obi                                                                                               | DC: 20–24 cm DO: 16,8–21 cm MC: 240–300 g     | NE          |

Kategorie IUCN:  DD  – gatunki o nieokreślonym stopniu zagrożenia;  NE  – gatunki niepoddane jeszcze ocenie.